# Amero

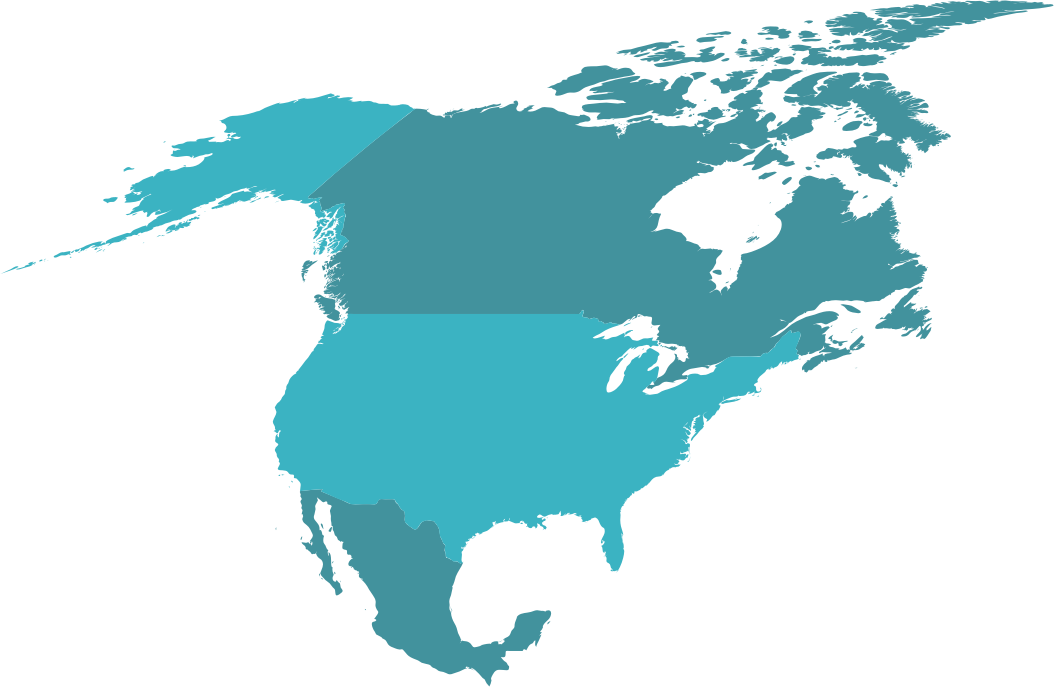
América do Norte

O amero é uma moeda hipotética proposta para uma união monetária nos países da América do Norte; é uma ideia baseada na moeda da União Europeia, o euro.
Entre os que apoiam esta ideia ficam o C.D. Howe Institute e o Fraser Institute do Canadá. Também o Centro de Investigación para el Desarrollo A.C. (CIDAC) do México, que é dirigido por Luis Rubio, está a favor, porque o México ganharia uma maior estabilidade econômica. A moeda circularia inicialmente nos países do NAFTA. Os demais países do continente se uniriam gradualmente a ela.

## Apoio

### Canadá
É argumentado que essa união monetária economizaria até $3000 milhões em transações de moeda. Os mesmos autores também adicionaram que o PIB do Canadá poderia subir em até 33% em um período de 20 anos se fosse adotada a unificação monetária.
A ideia de uma moeda comum recebeu, historicamente, mais apoio no Quebec do que em outras regiões do Canadá; em uma pesquisa em 2001, mais de 50% dos entrevistados favoreceram a ideia.

### México
A possibilidade de uma união monetária também foi discutida no México como um passo natural no desenvolvimento do NAFTA.

### Apoio em outras regiões
Muitos outros níveis menores de cooperação monetária ocorreram na América. Um número de nações como a Argentina, Brasil e Canadá ligaram as suas moedas ao dólar americano e em 2000, o Equador adotou o dólar americano como a sua moeda oficial. Em vários países na América Central e no Caribe o dólar americano já é oficialmente a moeda secundária.
Também serve paralelamente em Panamá (desde a independência em 1903) e em El Salvador (desde 2001), e também de maneira não oficial em Nicarágua e Cuba.
Integração econômica é também um objetivo da União de Nações Sul-Americanas, uma organização supranacional consistindo de todas as nações da América do Sul, nos moldes da União Europeia.